# District de Bialystok
1941–1945
Entités précédentes :
- Voblast de Belastok

Entités suivantes :
- Voblast de Belastok

Le district de Bialystok (en allemand : Bezirk Bialystok) ou de Belostok est une unité administrative de l'Allemagne nazie créée lors de l'invasion de l'Union soviétique pendant la Seconde Guerre mondiale. La subdivision comprenait l'ancienne province de Prusse-Orientale, dans le nord-est actuel de la Pologne, ainsi que quelques petites parties de la Biélorussie et de la Lituanie adjacentes actuelles.

## Histoire
Le territoire se trouvait à l'est de la ligne Molotov-Ribbentrop et fut par conséquent occupé par l'Union soviétique et intégré à la République socialiste soviétique de Biélorussie. Après l'attaque allemande contre l'Union soviétique en juin 1941, la partie occidentale de la Biélorussie soviétique (qui appartenait jusqu'en 1939 à l'État polonais) fut placée sous l'administration civile allemande (Zivilverwaltungsgebiet). Sous le nom de Bezirk Bialystok, la région était sous domination allemande de 1941 à 1944 sans jamais être officiellement incorporée au Reich allemand.
Le district a été créé en raison de son importance militaire apparente en tant que tête de pont sur la rive opposée du Niémen. L'Allemagne avait déjà souhaité annexer la région pendant la Première Guerre mondiale, sur la base d'une revendication historique découlant du troisième partage de la Pologne, qui avait délégué Białystok au royaume de Prusse de 1795 à 1806 (voir Nouvelle-Prusse-orientale).
Contrairement à la plupart des autres territoires situés à l'est de la ligne Molotov-Ribbentrop et annexés en permanence par l'Union soviétique à la suite de la Seconde Guerre mondiale, la plus grande partie du territoire a ensuite été restituée à la Pologne.